# Nigerijska nogometna reprezentacija
Nigerijska nogometna reprezentacija je nacionalni nogometni sastav Nigerije, pod vodstvom Nigeria Football Federation (hrv. Nigerijska nogometna federacija).
Nogometna reprezentacija ima nadimak "Super Eagles" (hrv. Super orlovi). Kao službeni stadion nigerijske reprezentacije za odigravanje domaćih utakmica koristi se Stadion Abuja koji je službeno otvoren 2003., a nazvan je po glavnom gradu Nigerije.
Najveći uspjesi nigerijske nogometne reprezentacije su osvojeno zlato na Olimpijskim igrama u Atlanti 1996. te naslovi prvaka na Afričkom kupu nacija 1980. i 1994.
Nigerija je članica AFC-a i FIFA-e. FIFA-in kod Nigerije je - NGA.
Najniži plasman na FIFA-inoj ljestvici Nigerija je imala u studenom 1999. (82. mjesto), dok je najviši plasman postignut u travnju 1994. (5.). Najniži plasman prema Elo ljestvici, Nigerija je imala 27. prosinca 1964. – 87. mjesto, dok je najviši plasman - 14. mjesto, ostvaren u 31. svibnja 2004.

## Povijest
Nigerijska nogometna reprezentacija je svoje prve neslužbene nogometne utakmice igrala tijekom 1930-ih kao britanska kolonija. Prva službena utakmica je odigrana 10. kolovoza 1949. na gostovanju u Freetownu protiv Sijera Leonea kada su obje zemlje još bila u sastavu Britanskog Carstva. Također, nigerijski reprezentativci su igrali i pripremne utakmice u Engleskoj protiv tamošnjih amaterskih klubova.
Prvi veći reprezentativni uspjeh Nigerije bilo je osvajanje Svo-afričkih igara 1973. kao i dvije bronce na Afričkom Kupu nacija 1976. i 1978. Već 1980. Superorlovi postaju prvaci Afrike na tom kontinentalnom natjecanju koje se održavalo u Lagosu. Nigerija je i 1984. i 1988. igrala u finalu Afričkog Kupa nacija ali je oba puta izgubila od Kameruna. Tako je Kamerun svoja tri osvojena turnira (od ukupno četiri) dobio pobijedivši Nigeriju svaki puta u finalu. Zbog toga postoji jako rivalstvo između te dvije nogometne reprezentacije.

## Sudjelovanja na SP
Nigerija je na Svjetskom nogometnom prvenstvu debitirala 1994. u SAD-u. Tada je u svojoj prvoj utakmici s 3:0 pobijedila Bugarsku koja je kasnije bila 4. na svijetu. Nakon tog turnira, Nigerija se redovito kvalificirala na sljedeća dva Svjetska prvenstva na kojima nije ostvarila značajniji rezultat. 
U kvalifikacijama za Svjetsko prvenstvo u Njemačkoj 2006., Nigerija se nije uspjela plasirati, a bolja od nje u skupini je bila Angola koja je tada izborila nastup na Mundijalu.
Na Svjetskom prvenstvu u Južnoj Africi 2010., Nigerija je bila zadnja u skupini s dva poraza i jednim remijem. Zbog toga je nigerijski predsjednik Goodluck Jonathan 30. lipnja 2010. odlučio suspendirati reprezentaciju dok je kasnije tu odluku odbacila nigerijska vlada 5. srpnja 2010.Međutim, FIFA je 4. listopada 2010. zabranila Nigeriji na neodređeni rok sudjelovanje u međunarodnim utakmicama zbog uplitanja politike u nogomet nakon završetka Svjetskog prvenstva. Kazna je "privremeno ukinuta" nakon četiri dana dok je u potpunosti ukinuta 26. listopada iste godine, dan nakon što je nepriznati Nacionalni savez nigerijskih nogometaša izgubio sudski spor protiv Nigerijskog nogometnog saveza.
| Natjecanje | Utakmica | Pob. | Ner. | Izg. | Po.G. | Pr.G. |
| ---------- | -------- | ---- | ---- | ---- | ----- | ----- |
| 1994.      | 4        | 2    | 0    | 2    | 7     | 4     |
| 1998.      | 4        | 2    | 0    | 2    | 6     | 0     |
| / 2002.    | 3        | 0    | 1    | 2    | 1     | 3     |
| 2010.      | 3        | 0    | 1    | 2    | 3     | 5     |
| Total      | 3        | 0    | 1    | 2    | 3     | 5     |

### SP 1994.
Nigerija je na Svjetskom nogometnom prvenstvu prvi puta nastupila 1994. u SAD-u. Reprezentaciju je tada vodio izbornik Clemens Westerhof a bila je smještena u skupinu s Argentinom, Grčkom i Bugarskom. U prvoj utakmici s visokih 3:0 pobijedila je Bugarsku (kasnije 4. na svijetu) te s tijesnih 2:1 izgubila od Argentine. Pobjedom protiv Grčke od 2:0 Superorlovi su potvrdili prolazak u daljnju fazu natjecanja. Tamo je nigerijski protivnik bio Italija (kasniji finalist turnira). Nigerija je povela u 25. minuti pogotkom Amunikea dok je dvije minute do kraja utakmice i prolaska Superorlova u četvrtfinale, Roberto Baggio postigao izjednačujući gol. Isti igrač je u produžecima postigao svoj drugi, a ujedno i pobjednički gol za Italiju. Time se Nigerija oprostila od daljnjeg natjecanja.

### SP 1998.
Superorlovi su se vratili već na sljedećem Mundijalu u Francuskoj 1998. gdje su smješteni u skupinu D sa Španjolskom, Bugarskom i Paragvajem. Reprezentacija je bila veoma optimistična glede ovog natjecanja jer ih je vodio srpski izbornik Bora Milutinović koji je sačuvao većinu reprezentativaca iz prošlog Svjetskog prvenstva. Reprezentacija je tada senzacionalno pobijedila Španjolsku s 3:2. Nakon toga je uslijedila druga pobjeda protiv Bugarske i poraz od Paragvaja nakon čega su se Nigerijci kvalificirali u osminu finala. Međutim, tamo je reprezentacija s visokih 4:1 poražena od Danske.

### SP 2002.
Kao i u prethodnom Mundijalu, Nigerija je i u Svjetsko prvenstvo 2002. krenula veoma optimistično s novim reprezentativnim sastavom i novim pastelno zelenim dresovima. Također, jedan od razloga optimizmu bili su i dobri nastupi reprezentacije na Afričkom Kupu nacija 2000. i 2002.
Nigeriji je ždrijebom dodijeljena "skupina smrti" (skupina F) s Argentinom, Engleskom i Švedskom. U prvoj utakmici protiv Argentine, Superorlovi su pružali snažan otpor, ali je Gabriel Batistuta uspio zabiti gol u 61. minuti čime su Gaučosi pobijedili s 1:0. U drugoj utakmici protiv Švedske, Nigerija je vodila s 1:0 ali je u konačnici izgubila s 2:1. Nakon neriješenog rezultata protiv Engleske (0:0), Nigerija je ispala iz daljnjeg dijela natjecanja zajedno s Gaučosima.

### SP 2010.
Pobjedom protiv Kenije od 3:2 u Nairobiju, Nigerija je 14. studenog 2009. uspjela izboriti nastup na Mundijalu u Južnoj Africi 2010.
Superorlovi su po treći puta u svojoj reprezentativnoj povijesti nastupanja na Mundijalu, dodijeljeni u skupinu s Argentinom. Tu su još bili i Južna Koreja i Grčka s kojom je Nigerija igrala na Svjetskom prvenstvu 1994.
U prvoj utakmici otvaranja na Ellis Park Stadiumu, Nigerija je poražena od Argentine s 1:0, a pogodak je postigao Gabriel Heinze u 6. minuti. U drugoj utakmici igranoj na Free State Stadiumu, Nigerija je povela u utakmici protiv Grčke. Međutim, nakon crvenog kartona Sanija Kaite, Grčka je uspjela izjednačiti pred kraj prvog poluvremena. U drugom poluvremenu je Vasilis Torosidis zabio gol u 61. minuti čime je Grčka u konačnici pobijedila s 2:1. U posljenjoj utakmici igranoj u Durbanu, Nigerija je odigrala 2:2 protiv Južne Koreje.
Zbog loših igara nogometnih reprezentativaca, nigerijski predsjednik Goodluck Jonathan je 30. lipnja 2010. donio odluku kojom je nacionalnu reprezentaciju suspendirao na dvije godine za nastupe u međunarodnim natjecanjima. Ta suspenzija je izložila Superorlove riziku da ih FIFA diskvalificira iz svih natjecanja zbog uplitanja politike u sport.
U konačnici je FIFA suspendirala Nigeriju u listopadu 2010. dok je suspenzija ukinuta krajem istog mjeseca nakon što je odbačena sudska tužba Nacionalnog saveza nigerijskih nogometaša protiv Nigerijskog nogometnog saveza.

## Afrički Kup nacija
Nigerija je na Afričkom Kupu nacija debitirala 1963. godine. Svoje najveće uspjehe je ostvarila 1980. i 1994. kada je osvojila taj turnir. Tu su još i treća mjesta ostvarena na Afričkim Kupovima nacija igranim 2002., 2004., 2006. i 2010.

## Sudjelovanja na OI

### OI 1968.
Nigerija je na Olimpijskim igarama debitirala 1968. u Mexico Cityju. Najprije su poraženi od Japana (1:3) a na kon toga i od Španjolske (0:3) dok su u posljednjoj utakmici protiv Brazila odigrali neriješeno (3:3). Nigerija je tada bila posljednja u skupini s jednim osvojenim bodom.

### OI 1980.
Superorlovi su na svojim drugim Olimpijskim igrama ponovo bili posljednji u skupini s tek jednim osvojenim bodom. Najprije su poraženi protiv Kuvajta (1:3) da bi bod osvojili u utakmici protiv Čehoslovačke (1:1) igranoj u Lenjingradu. U posljednjoj utakmici na olimpijskom turniru, Nigerija je ponovo poražena, ovaj put protiv Kolumbije (0:1).

### OI 1988.
Olimpijada u Seoulu je za Superorlove bila najgora do sada. Reprezentacija je izgubila sve tri utakmice u skupini uz negativnu gol-razliku 1:8. Nigerija je u skupini igrala s Brazilom (0:4), Jugoslavijom (1:3) i Australijom (0:1).

### OI 1996.
Za razliku od prošle, rezultatski katastrofalne Olimpijade, u ovoj je Nigerija ostvarila svjetsku senzaciju osvojivši olimpijsko zlato.
Superorlovi su ždrijebom bili smješteni u skupinu D s Brazilom, Mađarskom i Japanom. Nakon pobjeda protiv Mađarske (1:0) i Japana (2:0), Nigerija je poražena tek od Brazila (0:1) pogotkom Ronalda, ali je reprezentacija kao druga u skupini ušla u četvrtfinale turnira.
U četvrtfinalnoj utakmici igranoj u Birminghamu, Nigerija je s 2:0 pobijedila Meksiko. U polufinalu je reprezentacija došla u priliku revanširati poraz od Brazila u skupini. Nakon rezultata 3:3 u regularnom vremenu, Nigerija je u produžecima uspjela zabiti pogodak za pobjedu i plasman u olimpijsko finale.
Finalna utakmica je igrana protiv Argentine i u njoj je Nigerija pobijedila s 3:2 i osvojila zlato.

### OI 2000.
Na Olimpijadi u Sydneyju, Nigerija je smještena u prvu skupinu s Hondurasom, Italijom te domaćinom Australijom. U prvoj utakmici igranoj u Adelaideu, Nigerija je s Hondurasom odigrala 3:3. U drugoj utakmici protiv domaćina Australije, Superorlovi su vodili 2:0, ali su Australci do kraja prvog poluvremena uspjeli izjednačiti na 2:2. Tek su u nastavku susreta Nigerijci uspjeli postići pogodak za pobjedu od 3:2. Posljednja utakmica skupine bila je protiv Italije te je i u njoj Nigerija vodila veći dio susreta (1:0) ali je u 65. minuti Samuel Okunowo pogreškom zabio autogol, tako da je utakmica završila neriješeno, 1:1.
Četvrtfinalni dvoboj u Melbourneu je Nigeriji dodijelio Čile (kasniji brončani) koji je Superorlove porazio s visokih 4:1. La Roja je vodila s 4:0 dok je Nigerija pred kraj susreta, u 76. minuti uspjela zabiti počasni pogodak.

### OI 2008.
Na svojim šestim Olimpijskim igrama, nigerijska nogometna reprezentacija je ždrijebom smještena u skupinu B s Nizozemskom, Japanom i SAD-om. Nakon prve utakmice bez pogodaka protiv Oranja, uslijedile su dvije pobjede od 2:1 protiv Japana i SAD-a. Time se Nigerija kao prva u skupini plasirala u četvrtfinale.
U afričkom četvrtfinalu, Nigerija je s 2:0 pobijedila Obalu Bjelokosti. U polufinalu igranom u Šangaju, Superorlovi su s 4:1 pobijedili iznenađenje nogometnog turnira - Belgiju.
Finale je igrano u pekinškom Ždralovom gnijezdu u kojem je Nigerija kao i prije 14 godina ponovo igrala protiv Argentine. U njemu su pobjedu od 1:0 (pogodak Ángela di Maríje) i olimpijsko zlato ostvarili Gaučosi dok je Nigerija postala olimpijski doprvak.

## Nigerijski reprezentativci

#### Širi popis
| #         | Pozicija | Ime                    | Datum rođenja       | Klub                 |
| --------- | -------- | ---------------------- | ------------------- | -------------------- |
| 1         | vratar   | Chigozie Agbim         | 28. studenoga 1984. | Warri Wolves         |
| 16        | vratar   | Austin Ejide           | 8. travnja 1984.    | Hapoel Petah Tikva   |
| 22        | vratar   | Vincent Enyeama        | 29. kolovoza 1982.  | Lille                |
|           | vratar   | Dele Aiyenugba         | 20. studenoga 1983. | Bnei Yehuda Tel Aviv |
| 2         | branič   | Joseph Yobo            | 6. rujna 1980.      | Fenerbahçe           |
| 3         | branič   | Taye Taiwo             | 16. travnja 1985.   | AC Milan             |
| 4         | branič   | Uwa Elderson Echiéjilé | 20. siječnja 1988.  | Braga                |
| 5         | branič   | Dele Adeleye           | 25. prosinca 1988.  | Tavrija Simferopol   |
| 6         | branič   | Chibuzor Okonkwo       | 16. prosinca 1988.  | Heartland            |
| 13        | branič   | Efe Ambrose            | 18. listopada 1988. | Ashdod               |
| 18        | branič   | Gege Soriola           | 21. studenoga 1988. | Free State Stars     |
| 26        | branič   | Ayila Yussuf           | 4. studenoga 1984.  | Dinamo Kijev         |
| 31        | branič   | Ugo Ukah               | 18. siječnja 1984.  | Widzew Łódź          |
|           | branič   | Danny Shittu           | 2. rujna 1980.      | WBA                  |
|           | branič   | Yusuf Mohamed          | 5. studenoga 1983.  | Al-Hilal             |
|           | branič   | Michael Odibe          | 23. srpnja 1988.    | Arsenal Kijev        |
|           | branič   | Abdulwasiu Showemimo   | 10. listopada 1988. | Kano Pillars         |
| 7         | vezni    | Mikel John Obi         | 22. travnja 1987.   | Chelsea              |
| 8         | vezni    | Chinedu Obasi          | 1. lipnja 1986.     | Hoffenheim           |
| 9         | vezni    | Ahmed Musa             | 14. listopada 1992. | VVV-Venlo            |
| 11        | vezni    | Joel Obi               | 22. svibnja 1991.   | Inter Milan          |
| 17        | vezni    | Fegor Ogude            | 29. srpnja 1987.    | Vålerenga            |
| 24        | vezni    | Kalu Uche              | 15. studenoga 1982. | Neuchâtel Xamax      |
| 27        | vezni    | Nnamdi Oduamadi        | 17. listopada 1990. | Torino               |
| 30        | vezni    | Dickson Etuhu          | 8. lipnja 1982.     | Fulham               |
| 33        | vezni    | Nosa Igiebor           | 9. studenoga 1990.  | Hapoel Tel Aviv      |
|           | vezni    | Emmanuel Ekpo          | 20. prosinca 1987.  | Columbus Crew        |
|           | vezni    | Solomon Okoronkwo      | 2. ožujka 1987.     | Aalesund             |
|           | vezni    | Isaac Promise          | 2. prosinca 1987.   | Manisaspor           |
|           | vezni    | Oluwafemi Ajilore      | 18. siječnja 1985.  | Brøndby              |
|           | vezni    | Osas Okoro             | 11. rujna 1991.     | Heartland            |
|           | vezni    | Julius Ubido           | 29. prosinca 1984.  | Heartland            |
| 12        | napadač  | Ikechukwu Uche         | 5. siječnja 1984.   | Granada              |
| 14        | napadač  | Peter Odemwingie       | 15. srpnja 1985.    | WBA                  |
| 15        | napadač  | Emmanuel Emenike       | 10. svibnja 1987.   | Spartak Moskva       |
| 19        | napadač  | Ideye Aide Brown       | 10. listopada 1988. | Dinamo Kijev         |
| 20        | napadač  | Victor Obinna          | 25. ožujka 1987.    | Lokomotiv Moskva     |
| 23        | napadač  | Ekigho Ehiosun         | 12. svibnja 1989.   | Samsunspor           |
| 40        | napadač  | Edward Ofere           | 28. ožujka 1986.    | Lecce                |
| 42        | napadač  | Victor Moses           | 12. prosinca 1990.  | Wigan Athletic       |
| 44        | napadač  | Jude Aneke             | 23. prosinca 1990.  | Kaduna United        |
|           | napadač  | Peter Utaka            | 12. veljače 1984.   | Odense               |
|           | napadač  | Victor Anichebe        | 23. travnja 1988.   | Everton              |
|           | napadač  | Shola Ameobi           | 12. listopada 1981. | Newcastle United     |
|           | napadač  | Obafemi Martins        | 28. listopada 1984. | Rubin Kazan          |
| Izbornik: |          |                        |                     |                      |

## Stručni stožer
| Izbornik                  | Izbornik           |
| ------------------------- | ------------------ |
|                           | izbornik           |
| Izbornikov stručni stožer |                    |
| Daniel Amokachi           | asistent izbornika |
| Valere Hoaundinou         | asistent izbornika |
| Sylvanus Okpala           | trener             |
| Ike Shorunmu              | trener vratara     |

## Najbolji strijelci reprezentacije kroz povijest
| Golova | Ime              |
| ------ | ---------------- |
| 37     | Rashidi Yekini   |
| 23     | Segun Odegbami   |
| 21     | Yakubu Aiyegbeni |
| 18     | Obafemi Martins  |
| 17     | Sunday Oyarekhua |
| 14     | Daniel Amokachi  |
| 14     | Jay-Jay Okocha   |
| 14     | Julius Aghahowa  |
| 13     | Nwankwo Kanu     |
| 13     | Samson Siasia    |

## Nigerijski izbornici kroz povijest
| - 1949. John Finch - 1954. – 1956. Daniel Anyiam - 1956. – 1960. Les Courtier - 1960. – 1961. Moshe Beit haLevi - 1961. – 1963. George Vardar - 1963. – 1964. Jorge Penna - 1964. – 1965. Daniel Anyiam - 1965. – 1968. József Ember - 1969. – 1970. Peter Amaechina - 1970. – 1971. Karl-Heinz Marotzke - 1972. – 1973. Jorge Penna - 1974. Karl-Heinz Marotzke |  | - 1974. – 1978. Tihomir Jelisavčić - 1979. – 1982. Otto Glória - 1983. Gottlieb Göller - 1983. – 1984. Festus Onigbinde - 1984. – 1986. Chris Udemezue - 1985. Patrick Ekeji - 1987. – 1988. Paul Hamilton - 1988. – 1989. Manfred Hoener - 1989. – 1994. Clemens Westerhof - 1994. – 1995. Shaibu Amodu - 1995. Carlos Alberto Torres - 1995. – 1996. Johannes Bonfrère |  | - 1996. – 1997. Shaibu Amodu - 1997. Monday Sinclar - 1997. Philippe Troussier - 1997. – 1998. Bora Milutinović - 1998. – 1999. Thijs Libregts - 1999. – 2001. Johannes Bonfrère - 2001. – 2002. Shaibu Amodu - 2002. Festus Onigbinde - 2002. – 2005. Christian Chukwu - 2005. – 2007. Augustine Eguavoen - 2007. – 2008. Berti Vogts - 2008. James Peters - 2008. – 2010. Shaibu Amodu |  | - 2010. Lars Lagerbäck - 2010. – 2011. Samson Siasia - 2011. – 2014. Stephen Keshi - 2014. Shaibu Amodu - 2014. Stephen Keshi - 2014. – 2015. Daniel Amokachi - 2015. Stephen Keshi - 2015. Shaibu Amodu - 2015. – 2016. Sunday Oliseh - 2016. Samson Siasia - 2016. Salisu Yusuf - 2016. - danas Gernot Rohr |

## Vanjske poveznice
- Službena mrežna stranica Nigerijskog nogometnog saveza  Arhivirana inačica izvorne stranice od 25. studenoga 2020. (Wayback Machine)
- Kick Off Nigeria - Portal o nogometnim vijestima iz Nigerije
- Super Eagles Nation  Arhivirana inačica izvorne stranice od 7. siječnja 2012. (Wayback Machine)
- Rezultati reprezentacije u razdoblju od 1955. do 2008.